# Julian Jrummi Walsh
Julian Jrummi Walsh (ur. 18 września 1996 w Kingston) – japoński lekkoatleta specjalizujący się w biegach sprinterskich.
Jest synem Japonki i Jamajczyka.
W 2014 został wicemistrzem świata juniorów w sztafecie 4 × 400 metrów. Brązowy medalista mistrzostw Azji w biegu rozstawnym 4 × 400 metrów (2014). W tym samym roku wszedł w skład japońskiej sztafety, która zdobyła srebrny medal podczas uniwersjady w Gwangju.

## Osiągnięcia
| Rok  | Impreza                     | Miejsce        | Konkurencja        | Pozycja    | Wynik   |
| ---- | --------------------------- | -------------- | ------------------ | ---------- | ------- |
| 2014 | Mistrzostwa świata juniorów | Eugene         | sztafeta 4 × 400 m | 2. miejsce | 3:04,11 |
| 2014 | Puchar interkontynentalny   | Marrakesz      | sztafeta 4 × 400 m | 4. miejsce | 3:03,77 |
| 2015 | IAAF World Relays           | Nassau         | sztafeta 4 × 400 m | eliminacje | 3:06,38 |
| 2015 | Mistrzostwa Azji            | Wuhan          | sztafeta 4 × 400 m | 3. miejsce | 3:03,47 |
| 2015 | Uniwersjada                 | Gwangju        | sztafeta 4 × 400 m | 2. miejsce | 3:07,75 |
| 2016 | Igrzyska olimpijskie        | Rio de Janeiro | bieg na 400 m      | eliminacje | 46,37   |
| 2016 | Igrzyska olimpijskie        | Rio de Janeiro | sztafeta 4 × 400 m | eliminacje | 3:02,95 |
| 2017 | IAAF World Relays           | Nassau         | sztafeta 4 × 400 m | –          | DNF     |
| 2018 | Igrzyska azjatyckie         | Dżakarta       | bieg na 400 m      | 5. miejsce | 45,89   |
| 2018 | Igrzyska azjatyckie         | Dżakarta       | sztafeta 4 × 400 m | 3. miejsce | 3:01,94 |
| 2019 | Mistrzostwa Azji            | Doha           | bieg na 400 m      | 5. miejsce | 45,55   |
| 2019 | Mistrzostwa Azji            | Doha           | sztafeta 4 × 400 m | 1. miejsce | 3:02,94 |
| 2019 | IAAF World Relays           | Jokohama       | sztafeta 4 × 400 m | 4. miejsce | 3:03,24 |
| 2019 | Mistrzostwa świata          | Doha           | bieg na 400 m      | półfinał   | 45,13   |
| 2019 | Mistrzostwa świata          | Doha           | sztafeta 4 × 400 m | eliminacje | 3:02,05 |
| 2021 | Igrzyska olimpijskie        | Tokio          | bieg na 400 m      | eliminacje | 46,57   |
| 2022 | Mistrzostwa świata          | Eugene         | bieg na 400 m      | półfinał   | 45,75   |
| 2022 | Mistrzostwa świata          | Eugene         | sztafeta 4 × 400 m | 4. miejsce | 2:59,51 |

## Rekordy życiowe
- bieg na 400 metrów – 45,13 (2019)

24 lipca 2022 roku w Eugene Julian Jrummi Walsh wszedł w skład japońskiej sztafety 4 × 400 metrów, która wynikiem 2:59,51 ustanowiła aktualny rekord Azji.